# 리조 (음악가)
멜리사 비비안 제퍼슨(Melissa Vivianne Jefferson 1988년 4월 27일 ~ )은 리조(Lizzo)로 알려진 미국의 가수, 래퍼, 배우이다. 미시건 주 디트로이트에서 태어나 텍사스 휴스턴으로 이주하며 공연 활동을 시작했고 미니애폴리스로 활동 무대를 옮기며 음반 가수로 활동을 시작했다. 나이스 라이프, 아틀랜틱 레코드와 계약하기 전 2013년 《Lizzobangers》, 2015년 《Big Grrrl Small World》 두 장의 스튜디오 앨범을 발표했다. 2014년 타임에서 주목할만한 아티스트 열 넷 중 하나로 선정했다. 2016년 첫 메이저 레이블 EP 《Coconut Oil》을 발표했다.
2019년 스튜디오 앨범 《Cuz I Love You》가 빌보드 200 최고 4위에 오르면서 메인스트림에서 성공을 거두었다. 이 앨범으로 〈Juice〉와 〈Tempo〉 두 개의 싱글을 내놓았고, 디럭스 버전에 2017년 싱글 〈Truth Hurts〉를 실었는데 바이럴 슬리퍼 히트로 처음 발표한 지 2년이 지나서 빌보드 핫 100 1위를 차지했다. 제62회 그래미상 제너럴 필드 전 부문(올해의 레코드/앨범/노래, 신인상) 후보에 올랐고, 최우수 어반 컨템포러리 앨범, 최우수 팝 솔로 퍼포먼스, 최우수 트래디셔널 R&B 퍼포먼스 3개 부문에서 수상했다.
노래와 랩 외에 배우로도 활동하여 애니메이션 영화 《어글리돌》의 리디아로 목소리 출연했고, 2019년 범죄 코미디 드라마 영화 《허슬러》에 리즈로 출연했다.

### 유년기 그리고 교육
멜리사 비비안 제퍼슨은 미시건, 디트로이트에서 태어났다. 그녀가 10살이었을 때, 그녀의 가족은 텍사스, 휴스턴으로 이사했다. 그녀는 8년 동안 클로디아 모먼에게서 플룻 연주자로서 가르침을 고전적으로 받았는데, 10살 때부터 2006년에 알리에프의 알리에프 엘식 고등학교를 그녀가 졸업할 때까지 그랬는데, 거기서 그녀는 랩을 시작했다. 14살의 나이에, 그녀는 그녀의 친구들과 함께 ‘옥수수 알 모양 머리카락 모임’이라는 음악 동아리를 만들었다. 이 시기에 그녀는 "리사"를 바꾼, “리조”라는 별명을 얻었는데, 제이-지의 "이조(에이치.오.브이.에이[호바, 제이-호바, 이스라엘의 신])"에 영향을 받아서 말이다. 대학에서, 그녀는 고전 음악을 공부했는데 휴스턴 대학에서 플룻을 전공했다. 21살에, 그녀의 아버지가 돌아가신 후에, 그녀는 일년 동안 그녀의 차에서 생활했는데 그러면서 그녀는 음악 산업에 투신하려고 했다. 그녀는 대학을 중퇴했고 2011년에 미네소타, 미니애폴리스로 이사했다.

### 경력
미니애폴리스에 사는 동안, 리조는 그룹과 같이 공연했는데 그 중에는 전자 영혼-팝 이인조, ‘리조와 애벌레 잉크’가 있었다. 이 시기에 그녀는 다음의 삼인조 여성 랩/알앤비 그룹을 결성하는데 한몫 했다: ‘찰리스[와인 잔]’. 2012년에, 찰리스는 그들의 첫 앨범을 발표했는데, 지역에서 성공한, ‘우리는 찰리스다’이다. 2013년에, 리조는 힙합 그룹 ‘지지배 파티’를 만든 다섯 명의 아티스트 중 한 명이었는데, 그들은 ‘락 더 가든[광장을 흔들어라]’에서 그들의 마지막 공연을 하기 전에 그리고 2016년에 해체하기 전에 두 장의 확장 앨범을 발표했다. 리조의 힙-합-중심의 데뷔 앨범, 리조뱅어즈는, 레이저빅과 라이언 올슨이 만든 프로듀스한 그것은, 2013년 10월 15일에 발표되었다. 가디언 지의 킬리언 팍스는 그 앨범에 5개 중에 4개의 별을 주었고, 말했다: "즐겁게 생각을 내려놓는 시간에, 리조의 의식의-흐름 운율은 또한 치명적으로 두드러진다." 그 앨범은 스타 트리뷴[별 발언대]의 "2013 쌍둥이 도시 평론가 조사" 목록에서 1위에 올랐다. 뮤직 비디오가 다음의 노래에 대해서 만들어졌는데 그것은 “빵과 쿠키”, “퇴색된”, “버스표와 행복한 식사”, 그리고 “파리”이다.

## 음반 목록
- Lizzobangers (2013)
- Big Grrrl Small World (2015)
- Cuz I Love You (2019)
- Special (2022)